# MMM (azienda)
MMM, nome derivato dalle iniziali dei fondatori, è stata un'azienda russa che agli inizi degli anni novanta realizzò uno dei fallimenti più rovinosi per la giovane storia della finanza russa. Rimasero coinvolte almeno due milioni di persone (se non di più), arrivando a raccogliere una quantità di denaro pari a circa 1,5 miliardi di dollari.

## Storia

### Nascita e attività
La società venne istituita nel 1989 da Sergej Panteleevič Mavrodi, suo fratello Vjačeslav Mavrodi e da Marina Murav'eva. La società iniziale si occupava di importare materiale da ufficio e componenti informatici, ma già nel 1992 venne accusata di evasione fiscale, cosa che portò al fallimento della banca che la finanziava e ad avere molti problemi nel reperire prestiti. Dato che i Mavrodi non riuscivano più ad ottenere le finanze necessarie alla loro attività di importazione, decisero di passare al settore finanziario, e cominciarono a vendere azioni americane ai risparmiatori russi, ottenendo un modesto successo.
Poi parteciparono alla privatizzazione delle aziende nazionali russe, da poco sul mercato, e anche qui riuscirono a compiere modesti investimenti. Ma l'attività più famosa cominciò nel 1993 quando iniziò ad attrarre soldi dagli investitori per finanziare la propria attività, promettendo un ritorno sull'investimento del 1000% pubblicamente giustificato da una strategia di importazioni ed esportazioni in aree ad altissima inflazione.
Uno schema piramidale prende soldi da un investitore e gli offre un tasso di interesse di ritorno insolitamente alto. Agli investitori vengono pagati i tassi, come da accordo, ma i soldi usati per pagare gli interessi non sono il ritorno di un investimento reale, ma sono pagati usando i depositi ottenuti dagli investitori successivi. Se il numero degli investitori cresce rapidamente, il prezzo delle azioni anche cresce di pari passo, con i soldi incassati dalle nuove e più costose azioni, la società paga i dividendi dei vecchi azionisti. La bolla speculativa scoppia quando gli interessi da pagare sono troppi rispetto ai nuovi azionisti; i promotori dello schema piramidale hanno l'occasione di trattenere per loro una parte degli interessi ad ogni ciclo e, se tutto va bene, scappare con i soldi prima di pagare l'ultima rata di interessi.
Nel maggio 1995 l'azienda cambiò nome in Russ-Invest per prendere le distanze dallo schema MMM. Non essendo quotata, l'azienda ha effettuato uno sviluppo di prezzi azionari costanti del 1000% annuo, cosa che condusse il pubblico a ritenere che l'investimento fosse sicuro e vantaggioso. Cosa determinante nel successo di questa operazione, fu il passaparola da investitore a investitore: chi era soddisfatto e riceveva interessi, lo consigliava ad altri. La società si distinse anche per la sua strategia di mercato particolarmente aggressiva e innovativa per il mercato russo. Fu una delle prime aziende a utilizzare loghi e frasi come “Voliamo dal buio alla luce!”, regalò anche biglietti della metropolitana con pubblicità incitanti all'acquisto di azioni MMM.
All'apice del successo guadagnava più di 20 miliardi di rubli (circa 11 milioni di dollari) ogni giorno dalla vendita delle azioni al pubblico. Secondo le valutazioni, fra i due ed i cinque milioni di persone hanno investito nella MMM. Il successo della MMM ha condotto alla creazione di altre aziende simili, come la Tibet, la Chara, la Khoper-Investe, la Selenga, la Telemarket e la Germes. Tutte queste aziende sono state caratterizzate dalle campagne aggressive della pubblicità in televisione e dai tassi di ritorno estremamente alti (un'azienda promise ritorni annuali fino al 30000%, 300 volte l'investimento iniziale).
La pubblicazione regolare nei media dell'aumento del prezzo delle azioni MMM ha portato il presidente Boris El'cin a emanare un decreto nel giugno 1994 per proteggere gli investitori dalla pubblicità ingannevole.

### La chiusura e le vicende giudiziarie
Il 22 luglio 1994 la Polizia chiuse gli uffici di MMM per evasione fiscale. Per alcuni giorni l'azienda tentò di continuare lo schema, ma non riuscì ad evitare il panico, migliaia di investitori protestarono davanti alla sede dell'azienda provocando l'intervento della polizia antisommossa,  e presto fu costretta a interrompere l'attività.  Ma ormai il danno era fatto: Invest-Consulting, una delle filiali dell'azienda, aveva incassato circa 26 milioni di dollari di soldi pubblici - che vennero investiti nella MMM - e possedeva un ammontare di fondi privati compreso tra i 50 milioni e il miliardo e mezzo di dollari. La sera stessa vari investitori si suicidarono dopo aver perso tutti i loro averi.
Furono fondate numerosissime associazioni di investitori ingannati, ma Sergej Mavrodi riuscì a manipolare l'indignazione e a puntarla verso il governo. Dopo essere arrestato nell'agosto del 1994, venne presto rilasciato e riuscì a farsi eleggere deputato della Duma di Stato nelle elezioni suppletive per rimpiazzare Andrej Aizderdzis e ottenere l'impunità, sfruttando l'appoggio di alcune compagnie di investitori ingannati, dichiarando che il governo era il responsabile maggiore di questa truffa e promettendo di avviare un programma di rimborso. Durante la campagna fu sostenuto da Vladimir Žirinovskij: sperava che Mavrodi gli avrebbe fornito un futuro sostegno finanziario. Dopo essere stato eletto si è presentato alla Duma di Stato solo una volta, per votare contro un tentativo di privarlo dell'immunità parlamentare.
Mavrodi ha lanciato il suo partito politico, il Partito della Capitale Popolare, ma gli è stato impedito di registrarsi per aver violato le leggi elettorali.  Ha deciso di organizzare una protesta contro la decisione, ma questa volta si sono presentate solo 200 persone. Nell'ottobre 1995 la Duma cancellò il diritto all'immunità di Mavrodi come deputato. Nel 1996, tentò di candidarsi alla presidenza della Russia, ma la sua offerta fu respinta dopo che i funzionari stabilirono che la maggior parte delle firme da lui presentate erano state falsificate. MMM dichiarò fallimento il 22 settembre 1997. 
Mentre tutti pensavano che Mavrodi fosse scappato negli Stati Uniti d'America, lui rimase a Mosca, cambiando continuamente appartamento e utilizzando i suoi fondi per assoldare alcuni dipendenti per aprire la Stock Generation Ltd, un'altra azienda piramidale, basata sullo scambio di azioni di società inesistenti, il tutto pubblicizzato grazie ad un sito internet (www.stockgeneration.com) ora non più visibile. Nonostante i caratteri giganteschi nella prima pagina del sito, riguardante l'avvertimento che la società non operava reali investimenti finanziari, Mavrodi riuscì di nuovo a far abboccare all'amo dalle 20.000 alle 275.000 persone, che furono attirate dal ritorno sull'investimento del 200%. Secondo l'autorità di controllo della borsa statunitense, la truffa fu di circa 5,5 milioni di dollari. 
L'indagine originaria fu chiusa nel 1997 per mancanza di prove.  L'ufficio del procuratore generale riaprì il caso nel 1998, quando Mavrodi era stato indagato per frode e inserito in una lista internazionale di ricercati. Sebbene si credesse che Sergej Mavrodi fosse fuggito in Grecia, alla fine fu arrestato a Mosca nel febbraio 2003 e gli investigatori conclusero che probabilmente non aveva mai lasciato la città. Mentre era in custodia, a Mavrodi è stato concesso tempo fino al 31 gennaio 2006 per leggere i documenti nel caso di frode contro di lui (il procedimento penale consisteva di 650 volumi, ciascuno lungo 250-270 pagine). Alla fine di aprile 2007, Mavrodi fu giudicato colpevole di frode e condannato a quattro anni e mezzo. Poiché aveva già trascorso più di quattro anni in custodia, venne rilasciato meno di un mese dopo, il 22 maggio 2007. Suo fratello Vyacheslav era stato arrestato nel 1998 dopo aver fondato la MMM-96, uno schema più piccolo ma altrettanto funzionale di quello precedente. 
Lo scandalo MMM ha condotto a una maggiore regolamentazione del mercato azionario, anche se era ormai era troppo tardi, poiché la maggior parte della gente è diventata estremamente sospettosa di tutte le aziende quotate. Il calo di fiducia, unito al fallimento di numerose banche legate alla MMM, è ritenuto uno dei principali motivi del perché il mercato finanziario russo è rimasto sottosviluppato per circa una decade dopo il crollo del muro di Berlino.